# Lijst van nummer 1-hits in Wallonië in 2017
Deze hits stonden in 2017 op nummer 1 in de Waalse Ultratop 50, de bekendste hitlijst in Wallonië.
| Datum        | Artiest                                                 | Titel        |
| ------------ | ------------------------------------------------------- | ------------ |
| 7 januari    | Rag'n'Bone Man                                          | Human        |
| 14 januari   | Clean Bandit, Sean Paul & Anne-Marie                    | Rockabye     |
| 21 januari   | Clean Bandit, Sean Paul & Anne-Marie                    | Rockabye     |
| 28 januari   | Clean Bandit, Sean Paul & Anne-Marie                    | Rockabye     |
| 4 februari   | Ed Sheeran                                              | Shape of You |
| 11 februari  | Ed Sheeran                                              | Shape of You |
| 18 februari  | Ed Sheeran                                              | Shape of You |
| 25 februari  | Ed Sheeran                                              | Shape of You |
| 4 maart      | Ed Sheeran                                              | Shape of You |
| 11 maart     | Ed Sheeran                                              | Shape of You |
| 18 maart     | Ed Sheeran                                              | Shape of You |
| 25 maart     | Ed Sheeran                                              | Shape of You |
| 1 april      | Ed Sheeran                                              | Shape of You |
| 8 april      | Ed Sheeran                                              | Shape of You |
| 15 april     | Ed Sheeran                                              | Shape of You |
| 22 april     | Ed Sheeran                                              | Shape of You |
| 29 april     | Ed Sheeran                                              | Shape of You |
| 6 mei        | Ed Sheeran                                              | Shape of You |
| 13 mei       | Ed Sheeran                                              | Shape of You |
| 20 mei       | Luis Fonsi & Daddy Yankee                               | Despacito    |
| 27 mei       | Luis Fonsi & Daddy Yankee                               | Despacito    |
| 3 juni       | Luis Fonsi & Daddy Yankee                               | Despacito    |
| 10 juni      | Luis Fonsi & Daddy Yankee                               | Despacito    |
| 17 juni      | Luis Fonsi & Daddy Yankee                               | Despacito    |
| 24 juni      | Luis Fonsi & Daddy Yankee                               | Despacito    |
| 1 juli       | Luis Fonsi & Daddy Yankee                               | Despacito    |
| 8 juli       | Luis Fonsi & Daddy Yankee                               | Despacito    |
| 15 juli      | Luis Fonsi & Daddy Yankee                               | Despacito    |
| 22 juli      | Luis Fonsi & Daddy Yankee                               | Despacito    |
| 29 juli      | Luis Fonsi & Daddy Yankee                               | Despacito    |
| 5 augustus   | Luis Fonsi & Daddy Yankee                               | Despacito    |
| 12 augustus  | Luis Fonsi & Daddy Yankee                               | Despacito    |
| 19 augustus  | Luis Fonsi & Daddy Yankee                               | Despacito    |
| 26 augustus  | Luis Fonsi & Daddy Yankee                               | Despacito    |
| 2 september  | Calvin Harris, Pharrell Williams, Katy Perry & Big Sean | Feels        |
| 9 september  | Calvin Harris, Pharrell Williams, Katy Perry & Big Sean | Feels        |
| 16 september | Calvin Harris, Pharrell Williams, Katy Perry & Big Sean | Feels        |
| 23 september | Calvin Harris, Pharrell Williams, Katy Perry & Big Sean | Feels        |
| 30 september | Calvin Harris, Pharrell Williams, Katy Perry & Big Sean | Feels        |
| 7 oktober    | Niska                                                   | Réseaux      |
| 14 oktober   | Niska                                                   | Réseaux      |
| 21 oktober   | Niska                                                   | Réseaux      |
| 28 oktober   | Kalash & Damso                                          | Mwaka moon   |
| 4 november   | Kalash & Damso                                          | Mwaka moon   |
| 11 november  | Kalash & Damso                                          | Mwaka moon   |
| 18 november  | Ed Sheeran                                              | Perfect      |
| 25 november  | Ed Sheeran                                              | Perfect      |
| 2 december   | Ed Sheeran                                              | Perfect      |
| 9 december   | Ed Sheeran                                              | Perfect      |
| 16 december  | Ed Sheeran                                              | Perfect      |
| 23 december  | Ed Sheeran                                              | Perfect      |
| 30 december  | Ed Sheeran                                              | Perfect      |